# قائمة سفراء الولايات المتحدة في سان مارينو
سفير الولايات المتحدة في سان مارينو هو الممثل الرسمي لحكومة الولايات المتحدة لدى حكومة سان مارينو . السفير هو سفير إيطاليا في نفس الوقت، أثناء إقامته في روما ، إيطاليا.

## سفراء
- رونالد ب   - معين سياسيا
  - المنصب: سفير فوق العادة ومفوض
  - التعيين: 22 نوفمبر 2006
  - تم تقديم أوراق الاعتماد: 8 مارس 2007
  - المهمة المنتهية: 6 فبراير 2009
- ديفيد ثورن   - معين سياسيا
  - المنصب: سفير فوق العادة ومفوض
  - التعيين: 17 أغسطس 2009
  - أوراق الاعتماد المقدمة: أغسطس - سبتمبر 2009 [1]
  - المهمة المنتهية: أغسطس 2013
- جون ر.فيليبس   - معين سياسيا
  - المنصب: سفير فوق العادة ومفوض
  - التعيين: أغسطس 2013
  - تقديم أوراق الاعتماد: 16 أغسطس 2013
  - المهمة المنتهية: 18 يناير 2017
  - المهمة المنتهية: أغسطس 2013
- لويس ايزنبرغ   - معين سياسيا
  - المنصب: سفير فوق العادة ومفوض
  - التعيين: 3 أغسطس 2017
  - تم تقديم أوراق الاعتماد: 4 أكتوبر 2017
  - المهمة المنتهية: شاغل الوظيفة